# Látszatvita
Látszatvitáról vagy álvitáról beszélünk, ha egy vita során a racionális vita szabályait a felek nemcsak alkalmanként szegik meg, ami csak „érvelési hibának” számítana, hanem ha már egy vagy több szabály durva megsértéséről van szó, és ez a vita egészét jellemzi. Ilyenkor – az esetleges látszat ellenére – nem teljesülnek a racionális vita szükséges feltételei.
Az érvelő, racionális vita bizonyítással és érvekkel közelebb visz az igazsághoz és a helyes állásponthoz, jó döntéshozó eszköz lehet, míg a látszatvitában az eredményül kapott döntés vagy következtetés  helyessége nincs biztosítva.

## A vita megszakítása
A vita folyamán a feleknek figyelniük kell arra, hogy teljesülnek-e szükséges feltételek, ha pedig úgy érzik, hogy nem, érdemes megszakítani a vitát és felhívni a figyelmet arra, hogy látszatvita alakult ki. Így elkerülhetik azt, hogy a vita eredményeképp létrejövő álláspontot helyesnek fogadják el.

## Hogyan ismerhetjük fel, ha nem teljesülnek a feltételek?
- Ha a résztvevők sértegetik egymást, egymás szavába vágnak, gyakran nem is az érvelést, hanem az érvelőt minősítik.
- Ha  a vita morális síkra terelődik, ha morális fenyegetések vagy súlyos értékítéletek kerülnek az érvelésbe.
- Ha az egyik fél nem veszi figyelembe, amit a partnere előzőleg mondott és nem ahhoz a megszólaláshoz kapcsolódó válaszokat ad.
- Ha az egyik résztvevő folyton félreérti, félremagyarázza a másik érvelését.
- Ha a felek újra és újra megkérdőjelezik egymás bizonyítékait.
- Ha a résztvevők hajtogatják a magukét, újra és újra elmondják ugyanazt.[3]